# Marta Eloy Cichocka
Marta Eloy Cichocka (ur. 2 sierpnia 1973 w Krakowie) – polska poetka i fotografka, hispanistka, tłumaczka literatury pięknej, promotorka kultury, habilitowana badaczka literatury.

## Życiorys
Stypendystka Fundacji im. Michela d’Ornano, absolwentka Université de Caen Basse-Normandie, obroniła doktorat na Université Paris 8 Vincennes-Saint-Denis i rozprawę habilitacyjną na Uniwersytecie Pedagogicznym w Krakowie, gdzie pracuje od 1999 roku. Od 2006 roku jest adiunktem, od 2018 roku profesorem uczelni, a od 2017 roku Zastępcą Dyrektora Instytutu Neofilologii Uniwersytetu Pedagogicznego, gdzie kieruje Katedrą Literatury, Historii i Kultury Hiszpańskiego Obszaru Językowego oraz zespołem filologii hiszpańskiej. Absolwentka V Liceum Ogólnokształcącego w Krakowie, uczęszczała do klasy francuskiej m.in. wraz z aktorem Łukaszem Nowickim i prezesem linii lotniczych Sebastianem Mikoszem, którzy wspominają o niej w podcaście "Lotnictwo jest jak muzyka".
Debiutowała w 2003 zbiorem wierszy i fotografii pt. Wejście ewakuacyjne (Dęby Rogalińskie). Kolejne jej książki poetyckie, poza tomikiem Engramy (2017) i / obraz / może / zawierać / (2023) to także zbiory wierszy i fotografii, głównie z cyklu zatytułowanego „miksang”. Jej zdjęcia z tego cyklu można znaleźć również na okładkach płyt wydawanych przez wytwórnię For Tune, m.in. Fusk Sieben Acht, Gute Nacht, Jachna Tarwid Tarch Sundial, Janczarski & McCraven Quintet Travelling East West, Marcin Krzyżanowski Kenosis Music, Maria Pomianowska Warszawa Dakar, Wojciech Pulcyn Tribute to Charlie Haden, Trevor Watts & Veryan Weston At Ad Libitum, Ksawery Wójciński The Soul i in.
Jako dziennikarka związana przez dekadę z miesięcznikiem Biuletyn Fotograficzny, publikowała również m.in. w Pro Arte, Kursywie, Kulturze, Undergruncie, LiteRacjach, Dekadzie Literackiej, w miesięczniku Foto Pozytyw, w czasopiśmie Ha!art, magazynie Aktivist, a także w Dwutygodniku. Ma na koncie eseje i wywiady, teksty krytycznoliterackie, poezję, przekłady oraz teksty piosenek formacji grup undergroundowych (Wydział, Sound Q). W maju 2005 roku wraz z dziennikarzami Gazety Wyborczej deportowana z Kuby za kontakty z miejscową opozycją.
Jako poetka dąży do przekraczania formuły czytania poezji na rzecz aktywnego łączenia słowa z dźwiękiem i obrazem. Jej wiersze wraz z utworami Darka Foksa i Tomasza Różyckiego zainaugurowały Scenę Poezji Współczesnej przy Teatrze im. Juliusza Słowackiego w Krakowie (2004), kierowaną przez Radosława Krzyżowskiego. W jej projekcie „Huśtawki nastrojów” (2004) na scenie ówczesnego Teatru 38 w Krakowie wystąpił aktor Tomasz Cymerman, artysta wizualny Thomas Harzem oraz undergroundowy zespół Wydział, tworzony przez Michała Zadarę i Justynę Kowalską. Nagrania jej wierszy w wykonaniu Wydziału posłużyły jako ścieżka dźwiękowa do filmu „Marecki” (2004) w reż. Michała Zadary, w którym zagrała jeden z epizodów. Jest bohaterką jednego z odcinków programu „Wierszem” (2008) w reż. Andrzeja Wojciechowskiego (TVP Kultura).
Współpracowała z Teatrem Starym w Krakowie przy opracowaniu dramaturgicznym Fedry Jeana Baptiste’a Racine’a w reżyserii Michała Zadary (2006). Jest autorką nowego przekładu i adaptacji dramatu Życie to sen Pedro Calderona de la Barca w reżyserii Wojtka Klemma (2016), a także autorką tekstu i scenariusza sztuki Córki powietrza. Sen Balladyny, inspirowanej Calderonem i Słowackim, w reżyserii Ignacio Garcíi (premiera polska: Teatr im. Jana Kochanowskiego w Opolu, marzec 2019; premiera światowa: Festiwal Teatru Klasycznego w Almagro, Hiszpania, lipiec 2019).
Jest laureatką I nagrody w konkursie poetyckim im. Haliny Poświatowskiej (2004), stypendystką Ministra Kultury i Dziedzictwa Narodowego w kategorii literatura (2007), laureatką Nagrody Krakowa Miasta Literatury UNESCO (2021), a także mentorką w europejskim programie Connecting Emerging Literary Artists (CELA) w latach 2019-2023. Jest pomysłodawczynią i koordynatorką cyklu MANUFAKTURA POEZJI, warsztatów translatorskich w obecności autorów, oraz serii polifonicznych recitali poetyckich pt. REPUBLICA POETICA. Jest pierwszą laureatką Międzynarodowego Stypendium Twórczego im. Antonio Machado (I Beca-Residencia Internacional SxS Antonio Machado), ufundowanego przez hiszpańskie miasta Sorię i Segowię. Gościła na festiwalach poetyckich w Polsce, Francji, Hiszpanii, Meksyku, Kolumbii, Chile i Argentynie (m.in. Festival Internacional de Poesía FIP Santiago de Chile; Festival Internacional de Poesía de Medellín; Festival Vicente Huidobro, Santiago de Chile; Festival de Poesía Parque Chas, Buenos Aires; Festival POEMAD, Madryt; Festival de la Imagen y la Palabra, Tuluá; Międzynarodowy Festiwal Literacki im. Czesława Miłosza, Kraków; Międzynarodowy Festiwal Literatury im. Josepha Conrada, Kraków; Encuentro Internacional de Escritores, Monterrey, Meksyk; Festiwal Poznań Poetów w Poznaniu; Marché de la Poésie w Paryżu oraz interdyscyplinarny festiwalu ENCLAVE (2016) w mieście Meksyk, gdzie towarzyszył jej polski muzyk jazzowy Marcin Oleś).
Od 2016 roku Oleś i Cichocka wspólnie tworzą interdyscyplinarny projekt contraVERSOS (na kontrabas i głos ludzki): to spotkanie kontrabasisty i poetki, dialog muzyki i literatury, zderzenie dźwięku instrumentu strunowego z melodią głosu ludzkiego, poszukiwanie możliwości zamiany przypisanych przez naturę ról głosu (vox) i melodii (prima voce), kontrastu melodyki z semantyką, abstrakcji z narracją, uwypuklenie uniwersalności muzyki z kontrowersyjną nieprzetłumaczalnością słowa poetyckiego. Ten poetycko-muzyczny recital pokazywany był w Segowii na scenie teatru San Nicolas (2016), w sali koncertowej Akademii Muzycznej w Sorii (2016), w księgarnio-kawiarni literackiej Lokator w Krakowie (2017), na Festiwalu Expoesía w Sorii (2019), w ramach VI Festiwalu Cortejo de la Avutarda w Pinilla del Olmo (2019), na Festiwalu Poezji POEMAD w Madrycie (2019), w MOKSiR w Chełmku (2022) oraz w ramach Festiwalu „Poezja jest najważniejsza” w Częstochowie (2022).

## Twórczość
- Wejście ewakuacyjne, zbiór wierszy i fotografii (Kraków, Dęby Rogalińskie 2003, ISBN 83-914839-8-3; posłowie: Łukasz Mańczyk)
- Lego dla ego, zbiór wierszy i fotografii (Warszawa, Bonobo 2005, ISBN 83-920388-5-1)
- Entre la nouvelle histoire et le nouveau roman historique: Réinventions, relectures, écritures (Paris, L’Harmattan 2007, ISBN 978-2-296-02941-5)
- Ślady opon na poduszce / Huellas de neumaticos en la almohada (Kraków, Lokator, 2016)[16]
- Estrategias de la novela histórica contemporánea : pasado plural, postmemoria, pophistoria (Bern, Peter Lang, 2016)[17]
- Engramy (Kraków, Lokator, 2017, ISBN 978-83-63056-42-1)[18]
- En jaque. Poemas selectos 1999-2019 (Bogota, Domingo Atrasado, 2019)
- Encrucijada de cien caminos. Skrzyżowanie stu szlaków (Zaragoza, Olifante, 2019, ISBN 978-84-949878-5-4)[19]
- / obraz / może / zawierać / (Kraków, Lokator 2023: ISBN 978-83-68010-01-5)[20]

## Wystawy
- Wejście ewakuacyjne, Dekada Fotografii Krakowskiej, 2003
- cross-roads, Camelot, Miesiąc Fotografii w Krakowie, 2003
- Entrée de secours, Douai, 2004
- w mieście, Dekada Fotografii Krakowskiej, 2004
- Lieux communs na festiwalu Transphotographiques de Lille, 2005

## Tłumaczenia
- Manuel Iris, Descifrar lo invisible. Rozszyfrować niewidzialne, Sevilla, Editorial Ultramarina C&D, 2023
- Roland Topor, Chimeryczny lokator (z franc.), Kraków, Lokator, 2022
- Samantha Barendson, Korzenie. Roots. Racines (z franc.), Gdańsk, Instytut Kultury Miejskiej, 2020
- «Las nietas de Szymborska»: selección de poetas polacas contemporáneas”, Aerea. Revista Hispanoamericana de Poesía, Nr 14, Santiago de Chile, RiL Editores, 2020, str. 83-162
- Eugeniusz Tkaczyszyn-Dycki, Quieres decir que estás solo / Chcesz powiedzieć że jesteś sam, Monterrey, Atrasalante, 2018 (na hiszp.)
- Olvido García Valdés, Obraz, który trwa tyle, co życie, Kraków, Lokator, 2018 (z hiszp.)
- Roberto Juarroz(inne języki), Poezja pionowa, Kraków, Lokator, 2018 (z hiszp.)
- Enrique Winter, Puste spacje (dwujęzyczna antologia), Kraków, Lokator, 2017 (z hiszp.)
- REPUBLICA POETICA 1.0: 111 wierszy, Kraków, Lokator, 2015 (z hiszp.)
- Edmundo Paz Soldán, Desencuentros, wybór 24 opowiadań; Międzynarodowy Festiwal Opowiadania, Wrocław 2014 (z hiszp.)
- Juan Gelman, Wiersze wybrane, tłum. C. Marrodán Casas, M.E. Cichocka, M. Kurek., M. Pawłowska, Kraków, EMG, 2013, 258 str. (z hiszp.)
- Pedro Calderón de la Barca, Życie to sen, przekład i adaptacja: Marta Eloy Cichocka, reżyseria: Wojtek Klemm, Teatr Współczesny, Szczecin, premiera: 2 marca 2013
- Abel Murcia, Desguace personal. Osobista rozbiórka, tłum. W. Charchalis, M.E. Cichocka, L. Engelking, C. Marrodán Casas, K. Rodowska, M. Szafrańska-Brandt, Warszawa, Czuły Barbarzyńca Press, 2012, 157 str. (z hiszp.)
- Eugeniusz Tkaczyszyn-Dycki, wiersze wybrane: La Otra. Revista de Poesía, Universidad Autónoma de Sinaloa, México; Año 3, núm. 13, octubre-diciembre 2011, str. 23-25; Posdata, Buró Blanco, Monterrey, México; Año 9, Número 1, 2011, str. 46 (z pol. na hiszp., współpraca: Abel Murcia)
- Ray Loriga, Najgorsze ze wszystkiego, Warszawa, Cyklady, 2006, 124 str. (z hiszp.)
- Roberto Juarroz(inne języki), Poezja pionowa & Okruchy pionowe, Kraków, Wydawnictwo Naukowe AP, 2006, 232 str. (z hiszp.).
- Jean Baptiste Racine, Fedra, współpraca translatorsko-dramaturgiczna: Marta Eloy Cichocka, reżyseria: Michał Zadara, Narodowy Teatr Stary w Krakowie, premiera: 1 kwietnia 2006 (z franc.)
- Didier Van Cauwelaert, Objawienie, Kraków, Wydawnictwo Literackie, 2006, 201 str. (z franc.)
- Adam Zagajewski, „Posłowie autora / Postface d'auteur”, w Mistyka dla początkujących / Mystique pour débutants, Wydawnictwo Literackie, 2005, str. 167-169 (z pol. na franc.)
- Farah Pahlavi, Wspomnienia, Kraków, Wydawnictwo Literackie, 2004, 348 str. (z franc.)
- XAM, Charmille, Paris, Editions Au Même Titre, 1999, str. 110-117 (z franc. na hiszp. i ang.)